# Carménère
Carménère, carmenere – czerwony szczep winny, pierwotnie uprawiany w subregionie Médoc w regionie Bordeaux we Francji, gdzie był wykorzystywany do produkcji ciemnoczerwonych win, a czasami także jako domieszka, podobnie jak petit verdot.
Odmiana należy do rodziny cabernetów. Nazwa carménère pochodzi od francuskiego słowa carmin (karmazynowy), nawiązującego do karmazynowego przebarwienia, jakiego nabierają jesienią przed opadnięciem liście krzewu. Spotyka się także tradycyjną bordoską nazwę grande vidure, ale prawo Unii Europejskiej zabrania importu win z Chile pod tą nazwą. Carménère wraz ze szczepami cabernet sauvignon, cabernet franc, merlot, malbec, petit verdot należy do sekstetu klasycznych odmian z Bordeaux.
W XXI wieku carménère jest już rzadko spotykane we Francji. Największe uprawy znajdują się w Chile, w tym ponad 8800 ha (2009) w regionie Valle Central. Wraz z rozwojem przemysłu winiarskiego kraju coraz częściej eksperymentuje się z tą odmianą, szczególnie jako partner cabernet sauvignon w winach kupażowanych.
Szczep carménère jest uprawiany także w północno-wschodnich regionach Włoch: Wenecji Euganejskiej, Julijskiej i Friuli oraz w mniejszych ilościach w Kalifornii i regionie Walla Walla (stan Waszyngton) w Stanach Zjednoczonych.

## Charakterystyka
Wina wytwarzane z carménère mają intensywnie czerwony kolor i aromaty spotykane w czerwonych owocach, przyprawach i jagodach. Garbniki są mniej wyczuwalne i delikatniejsze w porównaniu z cabernet sauvignon. W większości przypadków odmiana jest mieszana z innymi, ale winiarze produkują także jednoodmianowe wino, które cechuje się wiśniowo-owocowym bukietem z nutami ziemisto-przyprawowymi i karmazynowym kolorem, jeśli tylko jest wytwarzane z winogron zbieranych w optymalnym stopniu dojrzałości. Smak może przywodzić na myśl także gorzką czekoladę, tytoń i skórę. Wina z carménère najlepiej pić młode.

## Historia

### Pochodzenie

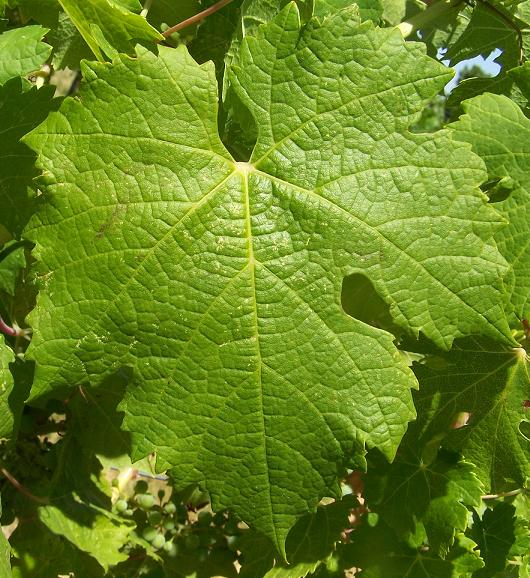
Liść carménère

Jako jeden z najstarszych szczepów europejskich carménère może być przodkiem innych, lepiej znanych odmian; niektórzy uznają je za „dawno powstały klon cabernet sauvignon”. Okazało się, że carménère jest krzyżówką odmian cabernet franc i gros cabernet. Być może carménère jest tym samym, co vidure, jak określany jest w Bordeaux jeden z klonów cabernet sauvignon, uważany przez pewien czas za winorośl, od której wywodzą się wszystkie czerwone szczepy bordoskie.
Istnieją hipotezy, że carménère to biturica, winorośl ceniona w starożytnym Rzymie, a jednocześnie nazwa miasta Bordeaux w tamtym okresie. Według Pliniusza Starszego biturica pochodziła z Półwyspu Iberyjskiego. W Toskanii na carménère, używane jako dodatek do sangiovese, używa się nazwy Predicato di Biturica.
Wiadomo, że carménère było od dawna znane w regionie Médoc nieopodal Bordeaux i było także rozpowszechnione w regionie Graves, aż do klęski mączniaka i filoksery. Wina z carménère są we Francji trudno osiągalne, gdyż plaga filoksery w roku 1867 niemal zniszczyła winnice w Europie, pustosząc winnice obsadzone carménère w takim stopniu, iż przez wiele lat uważano, że odmiana wymarła. Wpływ miały także inne czynniki: przy ponownym obsadzaniu winnic szczep ten sadzono rzadko ze względu na problem z dostępnością sadzonek i trudniejszą uprawę, w porównaniu z innymi odmianami typowymi dla regioniu Bordeaux. Wiosenna wilgoć i chłody typowe dla regionu sprzyjały zrzucaniu zawiązków, na co odmiana jest podatna. W konsekwencji tego plony były niższe w stosunku do innych szczepów, więc winiarze przy okazji odnawiania winnic przestawiali się na bardziej niezawodne odmiany i w taki sposób uprawa carménère zanikała.

### Ponowne odkrycie

#### Chile
Okazało się, że carménère nie tylko nie wyginął, ale jest szeroko uprawiany w kilku regionach z dala od Francji. Okres od klęski filoksery przetrwał w Chile, przede wszystkim dzięki swojemu podobieństwu do merlota.

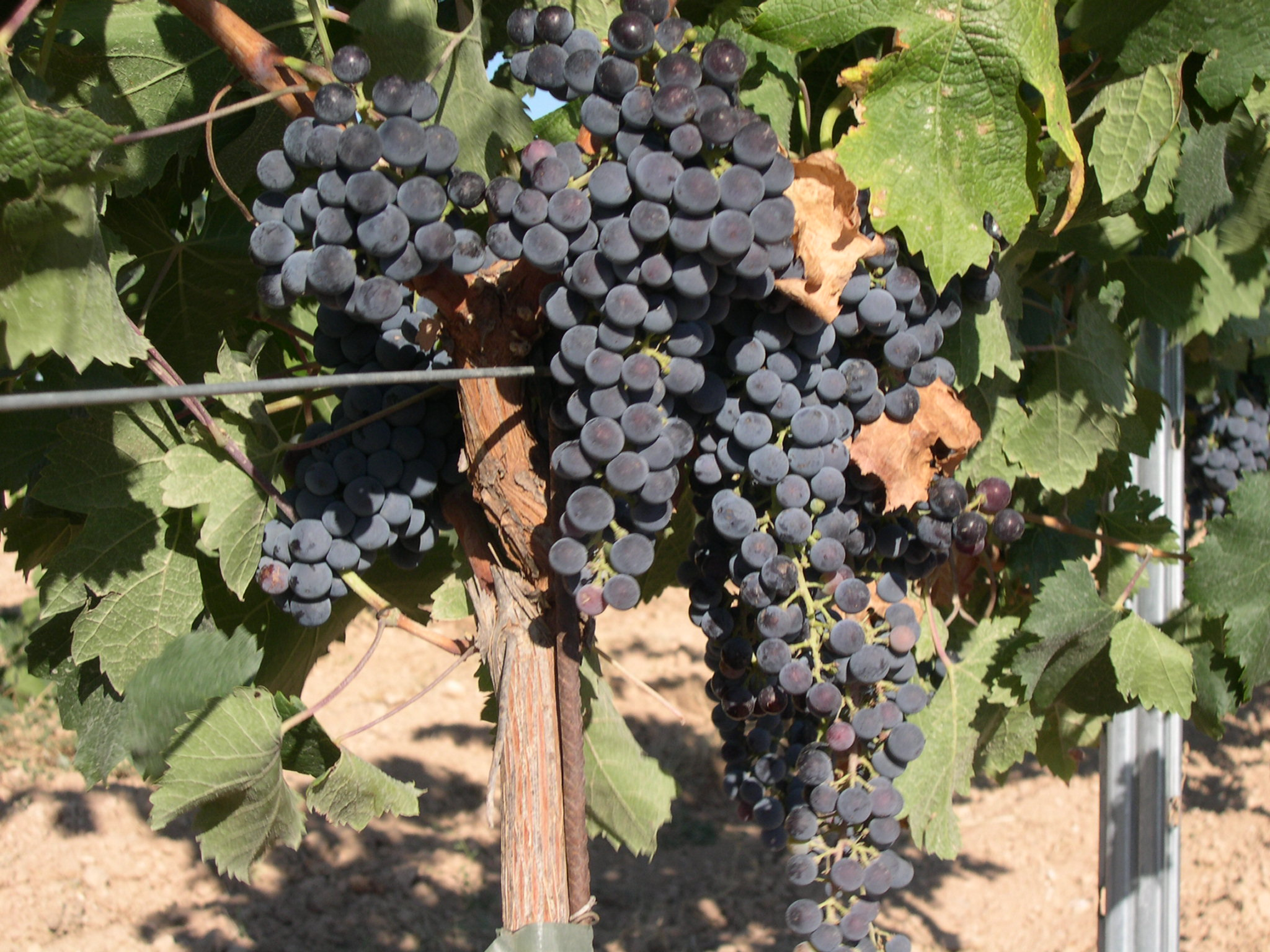
Grona merlot

Zrazy carménère zostały sprowadzone z regionu Bordeaux przez chilijskich winiarzy w XIX wieku, gdzie odmiana często była mylona z merlotem. Producenci wzorowali się na swoich francuskich kolegach i w latach 50. XIX wieku sadzonki przywiezione z Bordeaux, w tym carménère, zostały posadzone w dolinach wokół Santiago. Dzięki niewielkiej ilości opadów w trakcie sezonu wegetacyjnego i ochronie, jaką dawały naturalne granice kraju, winogrodnicy produkowali grona carménère dobrej jakości, których nie dosięgła filoksera. Przez większość XX wieku szczep był nieświadomie zbierany i przerabiany razem z merlotem (udział carménère mógł sięgać 50%), co sprawiło, że wina merlot pochodzące z Chile odróżniały się od tych z innych krajów. Sami producenci uważali, że odmiana carménère jest po prostu pododmianą merlota i nazywali ją merlot selection albo merlot peumal, od doliny Peumo w Chile. W 1994 roku prof. Jean-Michel Boursiquot, enolog z Montpellier stwierdził, że wcześniej dojrzewające krzewy to bordoskie carménère, a nie merlot. Chilijskie Ministerstwo Rolnictwa oficjalnie uznało carménère za osobną odmianę w 1998 roku. Najważniejszymi obszarami upraw są dolina Colchagua, dolina Rapel i prowincja Maipo.

#### Włochy
Podobna sytuacja miała miejsce we Włoszech, kiedy winiarnia Ca' del Bosco zakupiła w 1990 roku sadzonki z francuskiej szkółki, które miały być sadzonkami cabernet franc. Winogrodnicy zauważyli, że winogrona różniły się od tradycyjnego cabernet franc zarówno kolorem, jak i smakiem, a także że dojrzewają wcześniej. Analogiczne wątpliwości pojawiły się w innych regionach i okazało się, że odmiana ta to carménère. Szczep jest uprawiany przede wszystkim w północno-wschodniej części kraju, od Brescii po Friuli. Nazwa mogła pojawiać się na etykietach dopiero od oficjalnego uznania odmiany przez organy winiarskie. W 2007 szczep uzyskał autoryzację jako składnik win DOC z regionów Wenecja Euganejska (apelacje Arcole, Bagnoli di Sopra, Corti Benedettine del Padovano, Merlara, Monti Lessini, Riviera del Brento i Vicenza), Friuli-Wenecja Julijska (apelacja Collio Goriziano) oraz win alghero z Sardynii. W 2009 roku do grupy tej dołączył region winiarski Piave w prowincjach Treviso i Wenecja.

#### Inne kraje

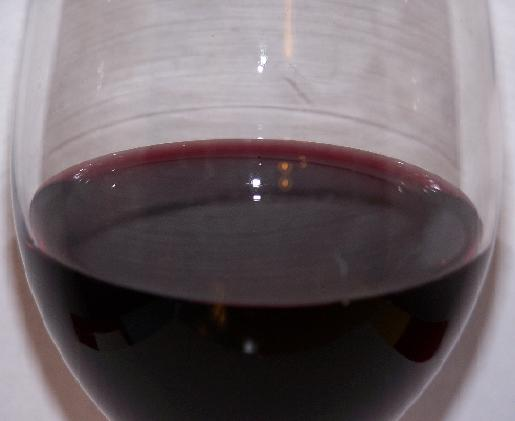
Kieliszek wina carménère

We współczesnej Francji carménère jest rzadko uprawiany i nie mieści się w pierwszej pięćdziesiątce najpopularniejszych szczepów czerwonych. Pewne zainteresowanie odmianą ponownie wykazują winogrodnicy z Bordeaux.
Carménère jest spotykane w winnicach wschodniej części stanu Waszyngton w dolinie
Walla Walla i w Kalifornii. W latach 80. XX wieku Karen Mulander-Magoon, współwłaścicielka Guenoc and Langtry Estates Winery w hrabstwie Lake sprowadziła sadzonki carménère. Współpracował z nią Louis Pierre Pradier, „francuski naukowiec i winogrodnik, który pragnął uchronić odmianę od zniknięcia z Francji”. Po przejściu kwarantanny i sprawdzeniu zdrowotności krzewy zostały w latach 90. autoryzowane do uprawy w Kalifornii i odtąd są rozmnażane i nasadzane.
Trzy zrazy carménère zostały przywiezione pod koniec lat 90. XX wieku z Chile do Australii przez eksperta winiarskiego, dra Richarda Smarta. Tylko jeden z nich przeżył dwa lata kwarantanny i sterylizacji, po czym fragmenty pędów zostały rozmnożone na specjalnym, żelowym podłożu i wysadzone do szkółki w Narromine Vine Nursery. Pierwsze gotowe sadzonki trafiły w 2002 roku do Amietta Vineyard and Winery w Moorabool Valley (w pobliżu Geelong) i dają grona na wino marki Angels' Share.
Niewielkie uprawy carménère istnieją także w Nowej Zelandii. Testy DNA wykazały w 2006 roku, że krzewy cabernet franc w okolicach Matakana (region Auckland) są w rzeczywistości krzewami carménère.

## Uprawa
Carménère preferuje długi okres wegetacyjny i klimat umiarkowany albo ciepły. Szczep źle znosi silne opady albo nawadnianie zimą lub podczas zbiorów. Nadmiar wody wpływa na wykształcenie w gronach aromatów trawiastych albo kojarzonych z zieloną papryką. Winorośl ma tendencję do gromadzenia cukru szybciej, niż wykształca się pożądana konfiguracja garbników. Uprawa w zbyt gorącym klimacie sprzyja osiągnięciu wysokiego poziomu alkoholu i braku równowagi w winie. Carménère wypuszcza pąki oraz zakwita od trzech do siedmiu dni później niż merlot i w porównaniu z nim daje niższe plony. Liście przed opadnięciem przebarwiają się na ciemnoczerwony kolor.
Z carménère wytwarza się zarówno wina jednoodmianowe, jak i wieloodmianowe (przeważnie w zestawieniu z cabernet sauvignon, cabernet franc lub merlotem).

## Rozróżnienie od merlota
Badania genetyczne wskazały na dalsze pokrewieństwo między carménère i merlotem, a podobieństwo wyglądu wskazywało na nie przez stulecia. Istnieją jednak pewne różnice pozwalające ampelografom na rozróżnienie tych dwóch szczepów. Spód młodych liści carménère ma czerwonawe zabarwienie, a merlota – białe. Pewne różnice są zauważalne także w kształcie liścia – środkowa część liścia winorośli merlot jest dłuższa. Merlot dojrzewa od dwóch do trzech tygodni wcześniej niż carménère. W winnicach, gdzie uprawia się obydwa szczepy, czas zbiorów jest kluczowy dla charakteru zmieszanego z nich wina. Jeśli grona merlot będą zbierane w chwili osiągnięcia dojrzałości przez carménère, będą już przejrzałe i wniosą charakterystyczny smak kojarzący się z dżemem. Jeśli zaś zbiory będą przeprowadzane według dojrzałości merlota, carménère będzie jeszcze niedojrzałe i będzie miało niedojrzały smak, podobny do zielonej papryki.
Merlot i carménère były często mylone, ale nigdy nie były uważane za identyczne. Winorośl carménère przed ostatecznym uznaniem za osobną odmianę bywała nazywana merlot selection albo merlot peumal, co nawiązywało do doliny na południe od Santiago w Chile, gdzie masowo uprawiano carménère.

## Synonimy
Odmiana jest znana także pod nazwami: bouton blanc, caberne karmener, cabernella, cabernelle,
cabernet carmenere, cabernet cosmo, cabernet grande, cabernet grosso, cabernet italico, carbonet, carbouet,
carmenelle, carmeneyre, gran vidyur, grand carmenet, grand vidure, grande vidure, grande vuidure, kaberne,
kaberne karmener, kabernel, karmene, karmensel, uva francesca